# Théo Ngwabidje Kasi
Théo Ngwabidje Kasi, né le 27 mars 1971 à Goma, est un homme politique de République démocratique du Congo. Il est député national de la quatrième législature, élu de la circonscription d'Idjwi au Sud-Kivu. Gouverneur de la province du Sud-Kivu durant cinq ans d'avril 2019 jusqu'à l'élection de son successeur en mai 2024.

## Biographie

### Jeunesse et études
Théo Ngwabidje Kasi a passé une partie de sa jeunesse à Goma où il a effectué ses études primaires puis à Bukavu où il a fait le cycle secondaire et obtenu son diplôme d'État à l'Institut de Bagira avant de rejoindre Kinshasa pour ses études supérieures. Il obtient en 1994 une licence en économie et finances à l’Institut supérieur de philosophie et lettres (ISPL) de Kinshasa. En 2008, il décroche un DEA en relations internationales, option économie internationale à l’Université pédagogique nationale.

### Carrière professionnelle
Fonctionnaire de 1996 à 2001, Théo Ngwabidje Kasi a travaillé entre 2001 et 2003 à la Présidence de la République comme assistant dans la « cellule des experts en organisation » au cabinet du conseiller spécial du Chef de l'État. Il est également cadre de la Caisse nationale de sécurité sociale (CNSS) de 2003 à 2019 comme expert, puis directeur provincial au Sud-Kivu.
Il est engagé dans l’humanitaire depuis une dizaine d'années, notamment à travers le Rotary dont il a dirigé un club dans la ville de Bukavu et assistant du Gouverneur de district.

### Carrière politique
Théo Ngwabidje Kasi est membre de l'Union pour la démocratie et le progrès social (UDPS). Le 9 avril 2019, il est élu gouverneur de la province du Sud-Kivu, et prend officiellement ses fonctions le 9 mai, succédant à Claude Nyamugabo Bazibuhe. En décembre 2020, il est le premier Gouverneur de Province à déclarer son adhésion au sein de l’« union sacrée de la nation » portée par le président Félix Tshisekedi. En l’espace de 4 ans, il fait face à 4 motions dont deux de défiance toutes rejetées par les députés provinciaux, et deux autres de censure contre son gouvernement, jugées inconstitutionnelles par la cour constitutionnelle après leur vote. La dernière motion de censure a été rejetée en mars 2023 avant que le Vice-premier ministre et ministre de l'intérieur ne notifie le Gouverneur Théo Ngwabidje Kasi à reprendre pleinement ses fonctions. Il est élu député national après les générales de décembre 2023 dans la circonscription électorale d'Idjwi dans la province du Sud-Kivu pour le compte du parti présidentiel.

### Vie privée
Théo Ngwabidje Kasi est marié à Coralie Asseli Kasi et père de 5 enfants. Il est chrétien.